# Rufodorsia minor
Rufodorsia minor är en tvåhjärtbladig växtart som beskrevs av Wiehler. Rufodorsia minor ingår i släktet Rufodorsia och familjen Gesneriaceae. Inga underarter finns listade i Catalogue of Life.